# Arnulf von Walecourt
Arnulf von Walecourt (auch Arnolphe de Walecourt; * um 1145; † 1218) war ein Vogt von Merzig und adliger Burgherr auf Burg Montclair.

## Leben
Er errichtete nach Erhalt des Burgbergs der ehemaligen Burg Skiva als Lehen vom Trierer Erzbischof Arnold I. von Valancourt um 1180 die Burg Alt-Montclair. Nach seinem Tod starb die Linie der Herren von Walecourt aus, da er seinen einzigen Sohn überlebte. Das Lehen fiel an Simon von Joinville und verblieb im Hause Joinville bis 1250.